# 绿鱼中盘吸虫
绿鱼中盘吸虫（学名：Gyliauchen thalassamae）为中盘科中盘属的动物。在中国大陆，分布于福建等地，营寄生生活，宿主种类赫氏缘鱼以及寄生于肠中。该物种的模式产地在福建。